# Casearia novo-guineensis
Casearia novo-guineensis är en videväxtart som beskrevs av Theodoric Valeton. Casearia novo-guineensis ingår i släktet Casearia och familjen videväxter. Inga underarter finns listade i Catalogue of Life.